# Giáp Lai
Giáp Lai là một xã thuộc huyện Thanh Sơn, tỉnh Phú Thọ, Việt Nam.
Xã Giáp Lai có diện tích 11,63 km², dân số năm 1999 là 4010 người, mật độ dân số đạt 345 người/km².